# Futbol'nyj Klub Lokomotiv Charkiv
Il Futbol'nyj Klub Lokomotiv Charkiv (in lingua russa футбольный клуб Локомотив», Харьков), noto anche come Lokomotiv Charkiv, o, seguendo la translitterazione inglese, Lokomotiv Kharkov, è stata una società calcistica sovietica di Charkiv.

## Storia
Fu fondato nel 1923 a Charkiv col nome di con il nome Krasnyj železnodorožnik  (in russo "Ferrovieri rossi"); dal 1936 assunse il nome di Lokomotiv (cioè "Locomotiva"). Inizialmente partecipò esclusivamente alla Coppa dell'URSS, prendendo parte, senza risultati di rilievo, alle prime tre edizioni.
Finita la Seconda guerra mondiale, partecipò al campionato partendo dalla seconda serie (che era anche l'ultimo livello nazionale): nel 1947, alla terza partecipazione, vinse il girone ucraino, accedendo così al girone finale: finì però terzo, mancando la promozione. L'approdo in massima serie fu rinviato solo di un anno: nel 1948, infatti, vinse il Girone A ucraino e il girone finale ucraino, accedendo nuovamente al girone promozione: stavolta lo vinse, arrivando in massima serie.
Dopo un dodicesimo posto, nel 1950 finì sedicesimo, retrocedendo. Dopo un anno di transizione, in seconda serie, nel 1952 riuscì a ripetere il percorso di quattro anni prima: giunse prima secondo nel girone disputato proprio a Charkiv, il che gli consentì di disputare il torneo per la promozione, che puntualmente vinse.
Al ritorno in massima serie conquistò una stentata salvezza (nono, con la decima che retrocesse), ma l'anno seguente retrocesse nuovamente. Il nono posto nel Girone 1 di seconda serie del 1955 costituì l'ultimo risultato sportivo per la squadra che dall'anno seguente lasciò il posto nel campionato sovietico ai concittadini del Avangard (oggi Metalist), chiudendo la propria storia.

## Statistiche e record

### Partecipazione ai campionati
| Livello | Categoria      | Partecipazioni | Debutto | Ultima stagione | Totale |
| ------- | -------------- | -------------- | ------- | --------------- | ------ |
| 1º      | Pervaja Gruppa | 1              | 1949    | 1949            | 4      |
| 1º      | Klass A        | 3              | 1950    | 1953            | 4      |
| 2º      | Vtoraja Gruppa | 4              | 1945    | 1948            | 7      |
| 2º      | Klass B        | 3              | 1951    | 1955            | 7      |

## Palmarès

### Competizioni nazionali
- Pervaja Liga sovietica: 3

1948 (Girone Ucraino), 1948 (Girone A Ucraino, Girone Ucraino e Girone Finale), 1952 (Girone Ucraino)
- Coppa della RSS Ucraina: 1

1945

### Altri piazzamenti
- Pervaja Liga:

Terzo posto: 1946 (girone Sud)